# Meister Eckhart
Johannes Eckhart, poznat kao Meister Eckhart (Hochheim, kraj Gothe, o. 1260. – Avignon, prije 30. travnja 1328.), njemački dominikanac, filozof, teolog i mistik.

## Životopis
Završio je studij teologije 1302. godine u Parizu, nakon čega obnaša dužnost provincijala u Saskoj pa generalnog vikara u Češkoj. Bio je profesor teologije u Parizu, Strasbourgu i Kölnu.
Neka od njegovih učenja su prošla proces inkvizicije. Nakon Eckhartove smrti, proces je nastavljen. Završilo se osudom 28 rečenica, koje su dijelom klasificirane kao heretičke, dijelom kao potencijalno heretičke. U papinskoj buli "In agro dominico" od 27. ožujka 1329., Papa potvrđuje da je Eckhart u cijelosti povukao moguća pogrešna učenja prije svoje smrti.